# 工商銀行 (香港)
工商銀行創辦於1917年，總行設於香港，資本總額港幣500萬元，實繳資本額港幣80萬元。

## 历史
工商銀行成立之初，主要作為孫中山與華僑聯絡的一個機關。1919年以後，該行在總經理薛仙舟的主持之下，業務有了較大發展，除從事一般銀行業務外，經營重點放在接受海外華僑滙款上。許多華僑都認為它是華僑銀行，把滙款轉到該行辦理，業務蒸蒸日上，分行設至廣州、漢口、上海、天津等地。可惜的是，1930年薛仙舟去世，工商銀行受到外資銀行的排斥打擊，加上經營滙兌業務失敗，被迫停業倒閉。
1964年，工商銀行重組復業，復業後名為香港工商銀行。在1960年代後期，香港工商銀行成為海外信託銀行的子公司。1985年6月6日，發生海外信託銀行事件，它跟母公司一樣被香港政府接管，並於1987年出售予大新銀行。1994年1月，中國建設銀行與大新銀行簽訂香港工商銀行之股份轉讓協議。中國建設銀行購入香港工商銀行部分股份後，香港工商銀行於1994年6月9日易名為建新銀行。2002年，中國建設銀行購入建新銀行全數股權。2005年11月2日，建新銀行再易名為中國建設銀行(亞洲)有限公司。